# 奈良修
奈良 修（なら おさむ、1971年1月9日 - ）は、東京都出身の陸上競技選手・指導者。専門は長距離種目。保善高等学校、大東文化大学出身。現役時代はNTN、日清食品に所属した。身長175cm、体重57kg。血液型A型。

## 略歴・人物
大東大時代は箱根駅伝で活躍。4年連続山登りの5区を務め、山登りのスペシャリストと言われた。1年時の第66回大会では1時間12分47秒で区間賞を獲得。2年時の第67回大会では1時間13分54秒で区間2位。この2大会ではエースの実井謙二郎・山登りの奈良・山下り（6区）のスペシャリスト島嵜貴之らを擁した大東文化大は箱根駅伝連覇を達成した。また、2年時に大東文化大は史上初の大学駅伝三冠を達成した。
3年時の第68回大会では1時間11分13秒の区間新記録を達成。4年時の第69回大会では1時間09分台を狙うと意気込んでいたが、発熱による体調不良のため1時間17分15秒の区間12位と失速。チームも総合15位に終わり25年ぶりのシード落ちした。
その他出雲駅伝・全日本大学駅伝をともに3回走っており、1年時の第21回全日本大学駅伝では5区で区間賞を獲得、チームの優勝に貢献している。
大学卒業後はNTN（1993年度～1999年度）、日清食品（2000年度～2007年度）で活躍。ニューイヤー駅伝にはNTN時代に5回、日清食品時代に4回出場。1997年には世界ハーフマラソン選手権日本代表に選ばれている。
現役引退後、2008年4月に大東文化大学陸上競技部コーチ、同年8月に監督に就任。市田孝・市田宏らを育てた。しかし第96回箱根駅伝予選会で8年ぶりの予選落ち、その責任を取るかたちで2019年12月に退任。
2020年4月、流通経済大学陸上競技部駅伝ブロック監督に就任。2021年度限りで退任。
2022年5月、豊川高校駅伝部男子チーム監督に就任。
長男の奈良凌介（ヤクルト所属）も陸上競技選手。2016年度から2019年度まで大東文化大陸上部に所属し、「監督と選手の親子鷹」として話題になった。1年時の第93回大会では修と同じ5区を務めた。

## 主な戦績
- 1989年 出雲くにびき大学招待クロスカントリーリレーフェスティバル（第1回出雲駅伝） 4区（5.3km）区間2位 15分17秒
- 1989年 第21回全日本大学駅伝 5区（12.4km）区間賞 37分06秒
- 1990年 第66回箱根駅伝 5区（20.7km）区間賞 1時間12分47秒
- 1991年 第67回箱根駅伝 5区（20.7km）区間2位 1時間13分54秒
- 1991年 出雲くにびき全日本大学招待ロードリレー大会（第3回出雲駅伝） 5区（7km）区間3位 20分59秒
- 1991年 第23回全日本大学駅伝 8区（19.7km）区間4位 1時間01分30秒
- 1992年 第68回箱根駅伝 5区（20.7km）区間賞（区間新記録） 1時間11分13秒
- 1992年 出雲くにびき全日本大学招待ロードリレー大会（第4回出雲駅伝） 2区（7.7km）区間2位 22分39秒
- 1992年 第24回全日本大学駅伝 2区（13.2km）区間4位 39分18秒
- 1993年 第69回箱根駅伝 5区（20.7km）区間12位 1時間17分15秒

## 自己記録
- 5000m 13分52秒72（2003年）
- 10000m 28分24秒25（1996年）
- ハーフマラソン 1時間02分06秒（1997年）
- マラソン 2時間17分20秒（2007年）